# Фламінго чилійський
Фламі́нго чилійський (Phoenicopterus chilensis) — вид водних птахів родини фламінгових (Phoenicopteridae).

## Поширення
Фламінго чилійський поширений на півдні Південної Америки. Птах розмножується на заході Перу, в Болівії, Аргентині, на півночі Чилі. Єдиний випадок гніздування зареєстрований в Парагваї. На зимівлю мігрує на південний схід Бразилії, в Уругвай, на південь Еквадору.

## Опис
Птах заввишки 110-130 см. Оперення червоніше ніж у фламінго рожевого, але не на стільки як у фламінго червоного. Крім того, від цих двох видів відрізняється сірими ногами з червоними суглобами. У нього також більше чорного кольору на дзьобі. Пташенята сірого забарвлення, рожевий колір з'являється через 2-3 роки.

## Спосіб життя
Фламінго чилійський трапляється великими зграями на солених озерах, лиманах, лагунах. Живить дрібними безхребетними та водоростями, яких відфільтровує з води або мулу. Гніздиться великими колоніями. Утворенню моногамної пари передують шлюбні танці. Гніздо будують обидва партнери на мілині. Воно має вигляд стовпа заввишки до 0,5 м з болота та глини. У гнізді одне яйце. Насиджують самець і самиця по черзі. Годують пташеня пташиним молоком.